# Douglas Spencer-Nairn, 2. Baronet
Sir Douglas Leslie Spencer Spencer-Nairn, 2. Baronet JP (* 24. Dezember 1906; † 8. November 1970) war ein britischer Politiker der Unionist Party.

## Leben
Spencer-Nairn war der älteste Sohn des Offiziers Sir Robert Spencer-Nairn, 1. Baronet, aus dessen Ehe mit Clara Kathleen Smith. Er besuchte die Shrewsbury School und studierte am College Trinity Hall der Universität Cambridge, wo er 1928 einen Bachelor- und 1932 einen Masterabschluss erwarb. 1928 trat er als Offizier eines Territorial-Army-Bataillons der Black Watch (Royal Highland Regiment) in die British Army ein. Er war während des Zweiten Weltkriegs im kommissarischen Rang eines Lieutenant-Colonel im Stab seines Regiments eingesetzt und wurde mit der Territorial Decoration ausgezeichnet. 1957 wurde er im Rang eines Majors und Ehrenrang eines Lieutenant-Colonel aus dem Dienst als Reserveoffizier der Black Watch entlassen. Außerdem amtierte er zeitweise als Justice of the Peace.
Im Januar 1931 heiratete er in erster Ehe Elizabeth Livingston Henderson. Aus dieser Ehe, die 1946 geschieden wurde, hatte er drei Kinder:
- Mary Elizabeth Spencer-Nairn (* 1931), ⚭ 1953 Andrew Beatty Houstoun;
- Sir Robert Arnold Spencer-Nairn, 3. Baronet (* 1933), ⚭ 1963 Joanna Elizabeth Salt;
- John Chaloner Spencer-Nairn (* 1938), ⚭ (1) 1966–1970 Barbara Lynn Kamichik, ⚭ (2) 1971 Lucie Belanger.

In zweiter Ehe heiratete er 1946 Louise Vester, mit der er zwei Kinder hatte:
- Christopher Frank Spencer-Nairn (* 1949), ⚭ 1975 Juliet Constance Baker Baker;
- Teresa Leslie Spencer-Nairn (* 1952), ⚭ 1975–2000 John Mungo Ingleby.[1]

1960 erbte er beim Tod seines Vaters den Adelstitel Baronet, of Monimail in the County of Fife. Als er 1970 selbst starb, erbte sein ältester Sohn Robert den Titel.

## Politischer Werdegang
Bei den Unterhauswahlen 1955 bewarb sich Spencer-Nairn für die Unionist Party um das Mandat des Wahlkreises Central Ayrshire. Mit einem Vorsprung von nur 167 Stimmen errang er das Mandat gegen den Labour-Kandidaten Archibald Manuel, der es bei den Wahlen 1950 erstmals gewonnen hatte. Spencer-Nairn zog in das britische Unterhaus ein und war unter anderem als Parliamentary Private Secretary tätig. Bei den folgenden Unterhauswahlen 1959 verlor er sein Mandat knapp gegen Manuel und schied aus dem Unterhaus aus.